# Аббінокмой
Аббінокмой (абатство Нокмой; англ. Abbeyknockmoy; ірл. Mainistir Chnoc Muaidhe,Маністір-Хнок-Муай, букв.Абатство пагорба Муай) — село і громада в Ірландії, знаходиться в графстві Голуей (провінція Коннахт).
Це місце знамените довколишніми руїнами Нокмойського абатства, заснованого в 1190 році королями Коннахта. Абатство було місцем поховання короля Коннахта Катала Кробдерга (Cathal Crobhdearg Ua Conchobair). У ньому добре збереглися середньовічні фрески та скульптури. Колись село було частиною Согайнського королівства (Soghain) в Коннахті.
У монастирі розташувалися цістерціанські монахи з абатства Бойл, і сам король в кінці життя став ченцем, помер в 1224 році і був похований на території монастиря.